# Programa do Partido Nazista

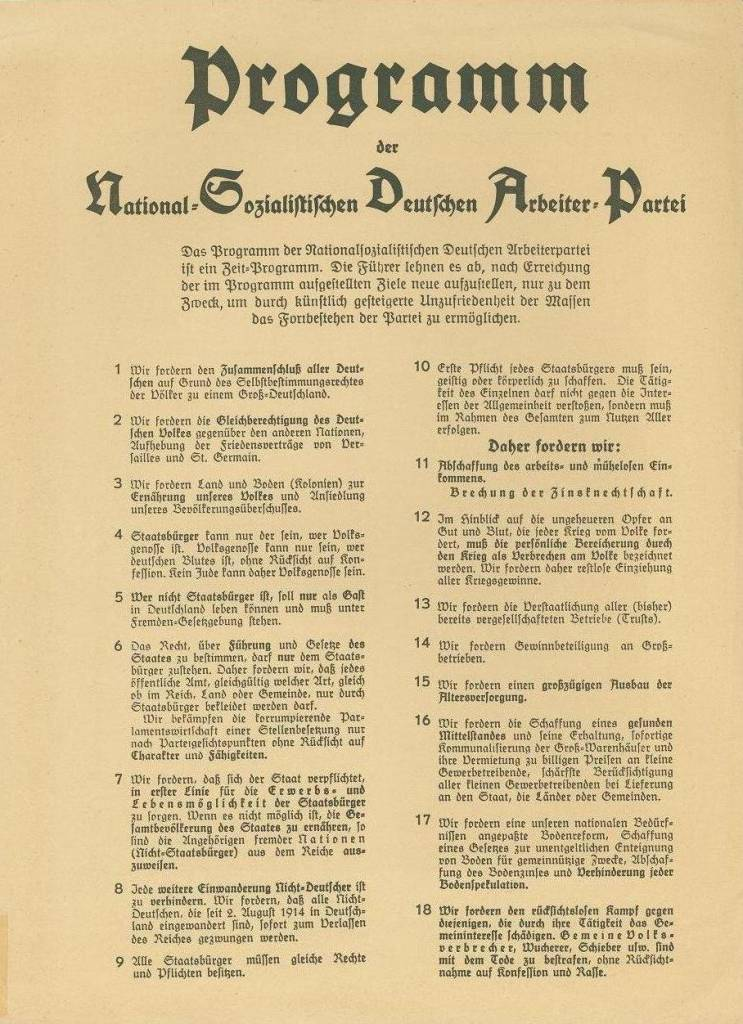
cartaz com o programa, 1920

O Programa Nacional Socialista, também conhecido como Programa de 25 pontos ou Plano de 25 pontos (em alemão:  25-Punkte-Programm), foi o programa partidário do Partido Nacional Socialista dos Trabalhadores Alemães (NSDAP, e referido em português como o Partido Nazista). Adolf Hitler anunciou o programa do partido em 24 de fevereiro de 1920 para aproximadamente 2.000 pessoas no Festival de Munique da Hofbräuhaus e dentro do programa estava escrito "Os líderes do Partido juram seguir em frente, se necessário sacrificar suas vidas para garantir o cumprimento do pontos precedentes" e declarou o programa inalterável. O Programa Nacional Socialista teve origem em um congresso do DAP em Viena, depois foi levado para Munique, pelo engenheiro civil e teórico Rudolf Jung, que por ter apoiado explicitamente Hitler havia sido expulso da Tchecoslováquia por causa de sua agitação política.
O historiador Karl Dietrich Bracher resume o programa dizendo que seus componentes "dificilmente eram novos" e que "proponentes alemães, austríacos e boêmios de movimentos anticapitalistas, nacionalistas-imperialistas e anti-semitas foram recorridos em sua compilação", mas que um apelo para "quebrar os grilhões do capital financeiro" foi adicionado em deferência à ideia fixa de Gottfried Feder, um dos membros fundadores do partido e Hitler forneceu a militância da postura contra o Tratado de Versalhes e a insistência de que os pontos não poderiam ser mudaram e deveriam ser a base permanente do partido. Bracher caracteriza os pontos como sendo "expressos como slogans; eles se prestavam à disseminação sensacionalista concisa da posição 'anti' na qual o partido prosperava. . . . Ideologicamente falando, [o programa] era uma mistura confusa e eclética de desejos políticos, sociais, racistas e nacional-imperialistas. . ."